# Venta de Baños
Venta de Baños település Spanyolországban, Palencia tartományban. Venta de Baños Villamuriel de Cerrato, Magaz de Pisuerga, Soto de Cerrato, Hontoria de Cerrato, Tariego de Cerrato és Dueñas községekkel határos. Lakosainak száma 6331 fő (2024).

## Népesség
A település népessége az elmúlt években az alábbi módon változott:
| Lakosok száma | 6058 | 5967 | 6164 | 6437 | 6472 | 6450 | 6429 | 6360 | 6324 | 6331 |
|               | 2001 | 2004 | 2007 | 2009 | 2012 | 2014 | 2017 | 2019 | 2022 | 2024 |